# 진미사유지비각
진미사유지비각은 대한민국 경상북도 의성군 의성읍 중리리 837-1에 있다. 2013년 5월 28일 의성군의 문화유산 제3호로 지정되었다.

## 개요
진민사유지비외 비각은 고려 말 홍건족 무리를 소탕하여 고려금자광록대부(高麗金紫光祿大夫) 태자첨사의성군(太子詹事義城君)으로 책록된 김용비(金龍庇)를 추모하기 위해 세운 진민사가 1868년 사곡면 토현리에 있는 오토재 곁으로 이건하고 그 자리에 세운 것이다.